# Константинопольский университет
Константино́польский университе́т (Пандидактерион) (греч. Πανδιδακτήριον) — распространённое в современных публикациях название Магнаврской высшей школы в Константинополе. Время её основания — 855 или 856 годы; она была основана — на базе более ранней школы, организованной ещё Феодосием II для обучения молодых людей философии, медицине, риторике и праву — Вардой (дядей императора Михаила III (842—867), возглавлявшим в то время византийское правительство) и учёным Львом Математиком (ставшим первым ректором школы).
В Магнаврской высшей школе (название получила по месту своего нахождения в Магнаврском дворце) велась подготовка чиновников, дипломатов, военачальников; в ней преподавались грамматика, риторика и философия, а также естественные науки — арифметика, геометрия, музыка и астрономия.
Школа просуществовала до самого падения Константинополя, хотя при Палеологах образование было переведено на церковную основу. Обучение велось не только на греческом, но и на латыни. Студенты знакомились как с классикой богословской мысли, так и с учениями древних — Платона и Аристотеля. Преподавателями и выпускниками Константинопольской высшей школы были многие видные деятели культуры Восточной Римской империи.
Преподаватели этой школы стали собирать хранившиеся в монастырях старинные книги. Фотий, знаменитый грамматик, ещё до своего патриаршества составил Мириобиблион с сокращёнными пересказами около трёхсот античных рукописей. Придворные грамматики собрали большую библиотеку и создали много компиляций по законоведению, истории и агрономии.
Константинопольский университет оказал большое влияние на развитие высшего образования в Западной Европе. Некоторые историки, в основном греческие, считают Константинопольский университет первым университетом в Европе, хотя ещё до Феодосия аналогичные учебные заведения («атенеи») действовали в Риме.